# Вознесенский, Андрей Андреевич
Андре́й Андре́евич Вознесе́нский (12 мая 1933[…], Москва — 1 июня 2010[…], Переделкино, Московская область) — советский и российский поэт, публицист, художник, архитектор. Лауреат Государственной премии СССР (1978) и премии Правительства Российской Федерации (2010 — посмертно). Один из известнейших поэтов середины XX века, т. н. шестидесятников. Также известен как поэт-песенник.

## Биография
Родился 12 мая 1933 года в Москве. Раннее детство провёл в Киржаче Владимирской области. Во время Великой Отечественной войны вместе с матерью жил в эвакуации в Кургане в семье машиниста. В 1941—1943 годах учился в школе № 30. Позднее, вспоминая это время, писал: «В какую дыру забросила нас эвакуация, но какая добрая это была дыра!»
После эвакуации с 1943 года Андрей Вознесенский учился в мужской средней школе № 554 (ныне школа № 627 имени генерала Д. Д. Лелюшенко), где его одноклассником был Андрей Тарковский. В те годы он жил в Замоскворечье во 2-м Щипковском переулке, 11/13. В 1947 году послал свои стихи Борису Пастернаку, дружба с которым в дальнейшем оказала большое влияние на его судьбу. В 1957 году окончил Московский архитектурный институт, где учился у Л. Н. Павлова. Сорок шесть лет прожил в браке с писательницей, кино- и театральным критиком Зоей Богуславской.

### Литературный взлёт
Крёстным отцом молодого поэта стал критик, сотрудник отдела русской литературы «Литературной газеты» Дмитрий Стариков, который привёл его прочитать поэму к заведующему отделом Михаилу Алексееву и его заместителю Владимиру Бушину. Его выслушали и решили, что «это надо напечатать». Так в газете появилась поэма «Мастера».
Лирика поэта отличалась стремлением «измерить» современного человека категориями и образами мировой цивилизации, экстравагантностью сравнений и метафор, усложнённостью ритмической системы, звуковыми эффектами. Он ученик не только Маяковского и Пастернака, но и одного из последних футуристов — Семёна Кирсанова. Вознесенский написал стихотворение «Похороны Кирсанова», позже положенное на музыку под названием «Памяти поэта» большим поклонником Кирсанова Давидом Тухмановым (песню исполнял Александр Евдокимов).
Первый сборник Вознесенского — «Мозаика» — был издан во Владимире в 1960 году и навлёк на себя гнев властей. Редактора Капитолину Афанасьеву сняли с работы и даже хотели уничтожить тираж. Второй сборник — «Парабола» — почти одновременно вышел в Москве. Оба сборника сразу стали библиографической редкостью. Одно из лучших стихотворений этого периода — «Гойя», нестандартно отразившее трагедию Великой Отечественной войны, — было обвинено в формализме.
Тем не менее летом 1960 года Вознесенский был благополучно принят в Союз писателей СССР. 30 ноября 1960 года в номере газеты «Литература и жизнь» к 50-летию со дня смерти Л. Н. Толстого Вознесенский опубликовал стихотворение «Крона и корни», попав в «компанию» со статьями А. И. Куприна, А. Б. Гольденвейзера, Ольги Форш, Виктора Шкловского, Алисы Коонен и других именитых авторов. Об этой публикации в 1988 году автор написал в еженедельнике «Неделя»: «В тягостной атмосфере антипастернаковских гонений похоронного лета мне всё же удалось напечатать стихи „Кроны и корни“ памяти Пастернака с подзаголовком „Памяти Толстого“». На это заявление присутствовавший при литературном взлёте поэта В. С. Бушин откликнулся в «Литературной России» статьёй «Скорбь б/у», напомнив, что «упомянутое стихотворение было опубликован[о] не в „похоронное лето“ (Пастернака хоронили 2 июня 1960 г.), а в самом конце осени, когда никакого „антипастернаковского гонения“ уже не было. А сам певец, известный говорливой любовью к Пастернаку, как раз этим летом был принят в Союз писателей».
В то время устраивались многочисленные встречи с поэтами. Проходили ставшие известными вечера в Политехническом музее, где звучали строки Вознесенского:

Пожар в Архитектурном!
…
Пылайте широко,
Коровники в амурах,
Райклубы в рококо!

### Модный поэт
Вознесенский наряду с Евтушенко и Ахмадулиной вызывал резкое неприятие у некоторой части советской литературной общественности. Это неприятие выражалось и в стихах — например, в стихотворении Николая Ушакова «Модный поэт», 1961 (Он сменною модой недельной / когда-то пленял молодёжь. / Так что ж ты, цветок рукодельный, / сегодня не модно цветёшь?) или в стихотворении Игоря Кобзева «Комсомольским активистам», 1963 (Им служат оружьем трясучие джазы / И разный заморский абстрактный бред. / У них, говорят, появился даже / Собственный свой популярный поэт…). На улице Горького в «Окнах сатиры» уже в 1960-х годах изображён рабочий, выметающий «нечисть» метлой, — и среди сора-нечисти был изображён Вознесенский со сборником «Треугольная груша». А в романе Ивана Шевцова «Во имя отца и сына» (1970) выведены молодые поэты с говорящими именами «Новелла Капарулина» и «Артур Воздвиженский», один из которых является автором книги «Треугольный шар» (очевидно, намёк на «Треугольную грушу»).

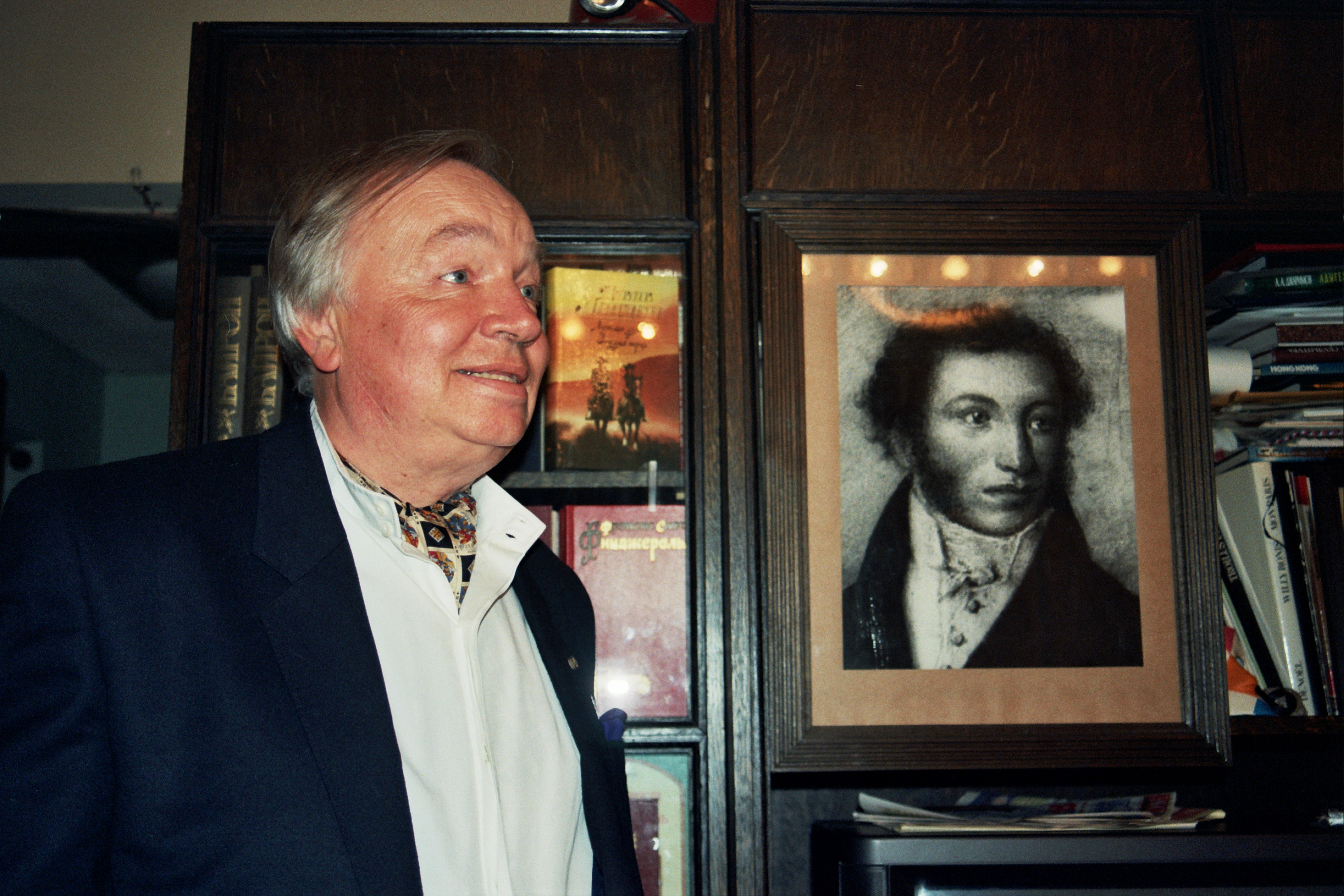
Фотография Анастасии Федоренко
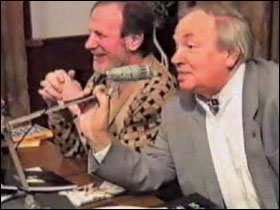
Андрей Вознесенский и Константин Кедров

Никита Хрущёв на встрече с интеллигенцией в Кремле в марте 1963 года подверг поэта резкой критике. Под аплодисменты большей части зала он кричал: «Можете сказать, что теперь уже не оттепель и не заморозки — а морозы… Ишь ты какой Пастернак нашёлся! Мы предложили Пастернаку, чтобы он уехал. Хотите завтра получить паспорт? Хотите?! И езжайте, езжайте к чёртовой бабушке. Убирайтесь вон, господин Вознесенский, к своим хозяевам!»
Не менее резкое неприятие вызывал Вознесенский у представителей неподцензурной литературы, которых советская власть не допускала в печать, вынуждая публиковать свои произведения исключительно в самиздате, — например, Всеволод Некрасов обращался к Вознесенскому с такими стихами: «Слушай \ Же \Не ке ге бе \ Ву \ Па \ Не ке ге бе Ву \ Понимаешь \ Ты \ Же», — намекая на то, что бунтарская позиция Вознесенского санкционирована КГБ СССР.

### Зарубежные туры
Поэт неоднократно выезжал в различные зарубежные страны для выступлений:
- 1961 — Польша;
- 1961, 1966, 1968, 1971, 1974, 1977, 1984 — США;
- 1962, 1966, 1969, 1976, 1977, 1983 — Италия;
- 1962, 1963, 1973, 1982, 1984 — Франция;
- 1967, 1977, 1983 — ФРГ;
- 1971 — Канада;
- 1964, 1966, 1977, 1981 — Великобритания;
- 1973 — Австралия;
- 1978 — Болгария;
- 1981 — Мексика

и мн. др.
В США Вознесенский приобрёл особую популярность, сдружился с поэтом-битником Алленом Гинзбергом, стал другом семьи Артура Миллера. Его встреча с Мэрилин Монро позднее запечатлелась в строках: «Я Мэрлин, Мэрлин. / Я героиня / Самоубийства и героина». Другие стихи ещё более откровенны:

В Америке, пропахшей мраком,
Камелией и аммиаком…
…
Пыхтя, как будто тягачи,
За мною ходят стукачи…

Через год после сборника «Треугольная груша» вышла посвящённая Ленину поэма Вознесенского «Лонжюмо». Стихотворный сборник «Антимиры» послужил основой знаменитого спектакля Театра на Таганке в 1965 году. Для этого спектакля Владимир Высоцкий написал музыку и спел «Песню акына» («Не славы и не коровы…») на стихотворение Вознесенского.

### Признание
Путь Вознесенского к международному признанию начался ещё в 1960-е годы. Стихотворный сборник «Антимиры», вышедший в 1964 году в издательстве «Молодая гвардия», в 1966 году вышел в нью-йоркском издательстве Basic Books. Издателями и авторами некоторых переводов были Макс Хейвард и Патриция Блэйк. В 1970-е годы Вознесенского стали издавать достаточно хорошо, он выступал по телевидению и получил в 1978 году Государственную премию СССР, но в том же году принял участие в неподцензурном альманахе «Метрополь» (1978).
Вознесенский — автор архитектурной части монумента «Дружба навеки» (совместно с Ю. Н. Коноваловым), установленного в 1983 году в память двухсотлетия добровольного присоединения Грузии к России на Тишинской площади в Москве. Скульптурная часть памятника выполнена З. Церетели.
В 2000—2002 годах издательство «Вагриус» выпустило собрание сочинений Вознесенского в 5 томах, которое затем было дополнено тремя томами: 5+ (2003), 6 (2005) и 7 (2009).
Вознесенский дружил со многими деятелями искусства, о встречах с которыми вспоминал в статьях и мемуарно-биографических книгах. Он был собеседником Сартра, Хайдеггера, Пикассо, встречался с Бобом Диланом.
На стихи поэта написаны популярные эстрадные песни: «Плачет девочка в автомате», «Верни мне музыку», «Подберу музыку», «Танец на барабане», «Песня на „бис“» и главный хит «Миллион алых роз», где поэт в стихах пересказал новеллу Паустовского о любви художника Пиросмани к французской актрисе. С автором четырёх последних песен Раймондом Паулсом Вознесенский сотрудничал очень много.
Рок-опера «Юнона и Авось», написанная на либретто Вознесенского Алексеем Рыбниковым, была поставлена в 1981 году Марком Захаровым в Московском театре имени Ленинского комсомола. Наиболее известен «Романс морских офицеров» («Я тебя никогда не забуду»), основанный на стихотворении «Сага», написанном в 1977 году.
Жил и работал в подмосковном Переделкине, по соседству с дачей-музеем Бориса Пастернака, где два раза в год, 10 февраля (день рождения Пастернака) и 30 мая (день смерти поэта) проводил поэтические чтения. Встречам с Пастернаком посвящена книга Вознесенского «Мне четырнадцать лет».

### Общественная позиция
В 2001 году подписал письмо в защиту телеканала НТВ.

### Болезнь и смерть

Могила А. А. Вознесенского на Новодевичьем кладбище Москвы

Последние 8 лет жизни Андрей Вознесенский страдал болезнью Паркинсона. Умер на руках у жены, Зои Богуславской, 1 июня 2010 года у себя дома в дачном посёлке Переделкино сельского поселения Внуковское Ленинского района Московской области (ныне поселение Внуковское входит в Новомосковский административный округ Москвы). Перед смертью шептал стихи. Отпевание по православному обряду состоялось в полдень 4 июня в церкви святой мученицы Татианы при МГУ. Поэта похоронили в Москве на Новодевичьем кладбище рядом с родителями.

## Семья
Отец — Андрей Николаевич Вознесенский (1903—1974), инженер-гидротехник, доктор технических наук, профессор, директор Гидропроекта, Института водных проблем АН СССР, участник строительства Братской и Ингурской гидроэлектростанций, заслуженный деятель науки и техники Узбекской ССР. Похоронен в Москве на Новодевичьем кладбище.
Мать — Антонина Сергеевна Вознесенская, урожд. Пастушихина (1905—1983) родом из города Киржача Владимирской области. Похоронена рядом с мужем в Москве на Новодевичьем кладбище.
Сестра — Наталья Андреевна Вознесенская (1930—2012), работала врачом-реабилитологом в поликлинике ЦКБ РАН.
Прапрадед — Андрей Полисадов, был архимандритом, настоятелем Благовещенского муромского собора на Посаде.
Жена (с 1964 по 2010) — Зоя Борисовна Богуславская (род. 1924), советская и российская писательница, прозаик и эссеист, драматург, литературный критик, искусствовед. Их брак продлился 46 лет, вплоть до смерти Вознесенского 1 июня 2010 года.
- Пасынок — Леонид Борисович Богуславский (род. 1951), канадский предприниматель российского происхождения, один из крупнейших инвесторов в интернет- и ИТ-компании, основатель и генеральный партнёр компании RTP Global. Женат, отец четверых детей, живёт в Италии.

У поэта была внебрачная дочь Арина Андреевна Вознесенская (род. 1983), появившаяся на свет в результате романа Андрея Андреевича со студенткой ВГИКа Анной Сергеевной Вронской (род. 1961). Обе уехали в США, когда Арине было 13 лет. Незадолго до своей смерти Вознесенский смог увидеть своего внука Франческо Андрея де Роса (род. 2007); второй внук, Николас Александр, родился в 2012 году уже после смерти Вознесенского.
В середине 1960-х состоял в отношениях с Татьяной Евгеньевной Лавровой (1938—2007), советской и российской актрисой театра и кино, народной артисткой РСФСР. После окончательного расставания написал сагу о «карих вишнях» «Я тебя никогда не забуду».

## Награды
Государственные награды:
- Государственная премия СССР (1978) — за книгу стихов «Витражных дел мастер» (1976)[25]
- орден Трудового Красного Знамени (1983)
- орден «За заслуги перед Отечеством» III степени (15 января 2004) — за большой вклад в развитие отечественной литературы[26]
- орден «За заслуги перед Отечеством» II степени (5 мая 2008) — за выдающиеся заслуги в развитии отечественной литературы и многолетнюю творческую деятельность[27]
- Премия Правительства Российской Федерации 2010 года в области культуры (17 декабря 2010) (посмертно) — за книгу «Тьмать»[28]

Другие награды, премии и общественное признание:
- Благодарность Министра культуры Российской Федерации (12 мая 2003 года) — за большой вклад в развитие современной художественной культуры и в связи с юбилейной датой со дня рождения[29]
- В 1978 году в Нью-Йорке Вознесенскому А. А. присуждена премия Международного форума поэтов за выдающиеся достижения в поэзии[30]
- А. А. Вознесенский являлся почётным членом десяти академий мира, в том числе Российской академии образования (1993), Американской академии литературы и искусства, Баварской академии искусств, Парижской академии братьев Гонкур, Европейской академии поэзии и других
- Почётный доктор СПбГУП с 1998 года
- Золотой Почётный знак «Общественное признание» (2003)
- Международная отметина имени отца русского футуризма Давида Бурлюка[31]

## В культуре
- Андрей Вознесенский является одним из героев документального фильма Владислава Виноградова «Мои современники» (1984).
- В фильме «Москва слезам не верит» Андрей Вознесенский играет самого себя. У памятника Маяковскому он читает стихотворение «Параболическая баллада» («Жил огненно-рыжий художник Гоген»).
- Поэт неоднократно упоминается как герой реальных и нереальных историй в произведениях В. Аксёнова, С. Довлатова.
- На стихи Вознесенского написано много популярных песен (в основном на его уже опубликованные стихотворения). Он также удачно выступал в качестве поэта-песенника, написал посвящённое Софии Ротару стихотворение «Голос».
- Песня Оскара Фельцмана в исполнении Евгения Осина «Плачет девушка в автомате», ставшая популярной в начале 1990-х, известна с конца 1960-х как один из номеров дворовой музыкальной городской культуры. Эту песню в разное время исполняли Нина Дорда[32] и ВИА «Весёлые ребята»[33]. На самом деле это песня на стихотворение А. А. Вознесенского «Первый лёд». В песне местами изменены слова.
- Андрей Вознесенский упоминается (и, по свидетельству очевидцев, относился к этому с юмором) в песне рок-группы «Адо» «Веди себя хорошо» (1996)[34][35]:

Не учи собаку летать,

Не корми конфетами рыб

И не читай Вознесенского вслух —

Это очень смешно,

Очень смешно. 
- Андрей Вознесенский участвовал в принятии положительного решения о выпуске на всесоюзной фирме грамзаписи «Мелодия» первого диска группы «Аквариум» в 1987 году (диск-гигант, составленный из песен с магнитофонных альбомов «День Серебра» и «Дети Декабря»). Известная статья А. А. Вознесенского о Б. Гребенщикове была помещена на конверте этой пластинки. Лидера группы Бориса Гребенщикова, склонного в поэтическом творчестве к сложной метафоре, Вознесенский назвал своим преемником в поэзии[36].
- Поэт является автором текста песни «Миллион алых роз», ставшей в исполнении Аллы Пугачёвой едва ли не самой популярной песней всего Советского Союза в 1980-х годах.

## Библиография

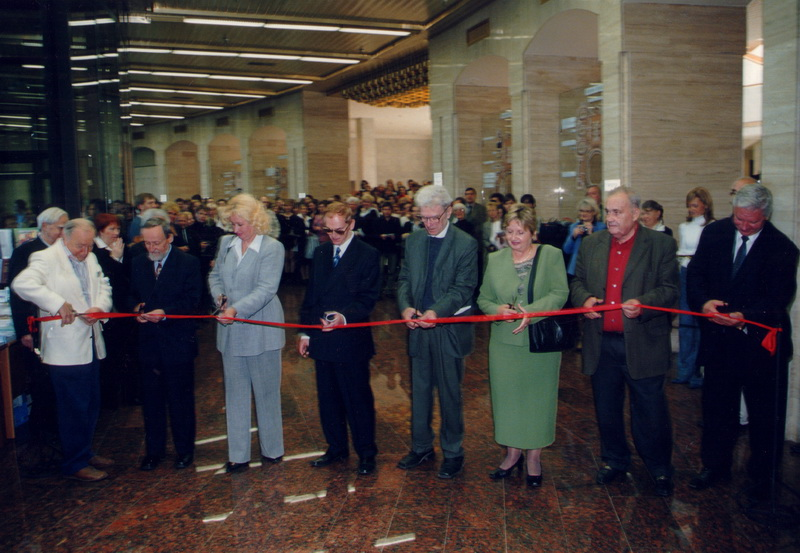
2003. А. Вознесенский (крайний слева) на открытии выставки в РНБ. Правее: Д. Гранин, Б. Парыгин, Т. Голубева, Н. Никандров, Б. Никольский, О. Кулиш, Э. Рязанов, М. Шмаков

Андрей Вознесенский. Стихотворения

## Песни на стихи А. Вознесенского
- «90 %» (музыка — Арам Манукян, исполнители — Арам Манукян и рок-дуэт «Hay Lao»)[38]
- «Алло» (музыка — Михаил Литвин, исполнители — группа «Рондо»)
- «Анафема» (музыка — Валерий Ярушин, исполнители — ансамбль «Ариэль»)
- «Апрель» (музыка — Евгений Мартынов, исполнитель — Евгений Мартынов)
- «Благодарю» (музыка — Микаэл Таривердиев, исполнители — трио «Меридиан»[39])
- «В мире друзей» (музыка — Евгений Клячкин, исполнитель — Евгений Клячкин)
- «В моей стране» (музыка — Дмитрий Варшавский, исполнители — группа «Чёрный кофе»)
- «В моей стране» (музыка — Игорь Николаев, исполнитель — Александр Кальянов)
- «Вальс при свечах» (музыка — Оскар Фельцман, исполнитель — Мария Пахоменко)
- «Вальс при свечах» (музыка — Сергей Никитин, исполнитель — Сергей Никитин)
- «Вальс при свечах» (музыка — Сергей Бальцер, исполнитель — Сергей Бальцер)
- «Вальс при свечах» (музыка — Вячеслав Малежик, исполнитель — Вячеслав Малежик)
- «Вальс при свечах» (музыка — Дмитрий Смирнов, исполнители — Молодежный камерный хор Санкт-Петербурга и другие хоровые коллективы)
- «Верни мне музыку» (музыка — Арно Бабаджанян, первый исполнитель — София Ротару. Песню также исполняли Карел Готт, Ренат Ибрагимов, Муслим Магомаев, Карен Мовсесян, Раиса Мкртчян, Тамара Гвердцители, Филипп Киркоров)
- «Верую в тебя» (музыка и исполнитель — Евгений Мартынов)
- «Где ваша могила?» (музыка — Альфред Шнитке, исполнитель — Валерий Золотухин)
- «Гетто в озере»[40] (музыка — Shortparis, исполнитель — Shortparis)
- «Год любви» (музыка — Арно Бабаджанян, первый исполнитель — Арно Бабаджанян, также исполняли Лев Барашков, Геннадий Бойко, А. Мушегинян, Борис Моисеев)
- «Голая богиня» (музыка — Игорь Николаев, исполнитель — Александр Кальянов)
- «Дальняя песня» (музыка — Оскар Фельцман, исполнители — ВИА «Весёлые ребята»)
- «Два стрижа» (музыка — Раймонд Паулс, первый исполнитель — Ольга Пирагс, также исполняла Алла Пугачёва)
- «Двенадцать дней» (музыка — Игорь Николаев, исполнитель — Александр Абдулов)
- «Дуэт» (музыка — Раймонд Паулс, исполнитель — Айя Кукуле)
- «Жил художник в нужде и гордыне» (музыка — Евгений Рыбалкин, исполнитель — Евгений Рыбалкин)
- «Загляжусь ли на поезд» (музыка — Микаэл Таривердиев, исполнитель — Микаэл Таривердиев)
- «Запомни этот миг» (музыка — Микаэл Таривердиев, исполнители — трио «Меридиан»)
- «Затмение сердца» (музыка — Раймонд Паулс, первый исполнитель — Андрей Миронов, также исполнял Валерий Леонтьев)
- «И в твоей стране» (музыка — Игорь Николаев, исполнитель — Александр Кальянов)
- «Исповедь» (музыка — Валерий Пак, исполнитель — Валерий Пак)
- «Исповедь мореплавателя» (музыка — А. Йосифов, исполнитель — Йорданка Христова)
- «Летайте самолётами Аэрофлота» (музыка — Оскар Фельцман, первые исполнители — ВИА «Весёлые ребята», также исполнял Лев Лещенко)
- «Любите при свечах»[40] (музыка — Shortparis, исполнитель — Shortparis)
- «Любовь бросить невозможно» (музыка — Арно Бабаджанян, первый исполнитель — Арно Бабаджанян, затем исполнял песню в дуэте с Анне Вески, исполняли также Ирина Чурилова и Карен Мовсесян)
- «Москва-река» (музыка — Арно Бабаджанян, исполнитель — Людмила Зыкина)
- «Меняю» (музыка — Виктор Резников, исполнители — Тынис Мяги и Иво Линна, из к/ф «Как стать звездой»)
- «Миллион алых роз» (музыка — Раймонд Паулс, исполнитель — Алла Пугачёва)
- «Милый мой друг» (музыка — Дмитрий Бикчентаев, первый исполнитель — Дмитрий Бикчентаев, исполняли также Т. Клестова и И. Васин)
- «Муза» (музыка — Раймонд Паулс, исполнитель — Валерий Леонтьев)
- «Муравей» (музыка — Дмитрий Бикчентаев, исполнитель — Дмитрий Бикчентаев)
- «Над пашней сумерки не резки» (музыка — Микаэл Таривердиев, исполнители — трио «Меридиан»)
- «Начни сначала» (музыка — Евгений Мартынов, первый исполнитель — Евгений Мартынов, также исполняла София Ротару)
- «Не возвращайтесь к былым возлюбленным» (музыка — Микаэл Таривердиев, исполнители — Галина Беседина и Сергей Тараненко)
- «Не забудь» (музыка — Виктор Резников, исполнители — бит-квартет «Секрет», из к/ф «Как стать звездой»)
- «Не исчезай» (музыка — Микаэл Таривердиев, первый исполнитель — Иосиф Кобзон, также исполняли Галина Беседина и Сергей Тараненко)
- «Не трожь человека, деревце» (музыка — Микаэл Таривердиев, исполнитель — Микаэл Таривердиев)
- «Новые московские сиртаки» (музыка — Олег Нестеров, исполнители — группа «Мегаполис»)
- «Ностальгия» (музыка — Микаэл Таривердиев, исполнители — трио «Меридиан»)
- «Ностальгия по настоящему» (музыка — Стас Намин, исполнители — группа Стаса Намина)
- «Особый друг» (музыка — Раймонд Паулс, исполнитель — София Ротару)
- «Ода сплетникам» (музыка — Владимир Высоцкий, исполнитель — Владимир Высоцкий)
- «О, как хотела мама»[40] (музыка — Shortparis, исполнитель — Shortparis)
- «Памяти поэта» (музыка — Давид Тухманов, первый исполнитель — Александр Евдокимов, также исполнял Валерий Леонтьев)
- «Парижский снег» (музыка — Арно Бабаджанян, исполнитель — Арно Бабаджанян)
- «Певец» (музыка — Вадим Байков, исполнитель — Вадим Байков)
- «Первый лёд» (музыка — Оскар Фельцман, исполнители — ВИА «Весёлые ребята»)
- «Песня акына» (музыка — Владимир Высоцкий, исполнитель — Владимир Высоцкий)
- «Песня на „бис“» (музыка — Раймонд Паулс, исполнитель — Алла Пугачёва)
- «Песчаный человек» (музыка — Давид Тухманов, исполнители — группа «Электроклуб»)
- «Плачет девочка в автомате» (музыка — Оскар Фельцман, исполнители — Нина Дорда, ВИА «Весёлые ребята» (под названием «Первый лёд»), Евгений Осин)
- «Подберу музыку» (музыка — Раймонд Паулс, исполнитель — Яак Йоала, также исполняли Александр Малинин, Валерий Меладзе, Руслан Алехно)
- «Полюбите пианиста» (музыка — Раймонд Паулс, первый исполнитель — Андрей Миронов, также исполнял Валерий Леонтьев)
- «Пушинка белая» (музыка — Арно Бабаджанян, первый исполнитель — Валентина Толкунова, также исполняла Анна Литвиненко)
- «Разлука» (музыка — Оскар Фельцман, исполнители — ВИА «Весёлые ребята»)
- «Ресторан качается» (музыка — Игорь Николаев, исполнитель — Александр Кальянов)
- «Свадебная цыганочка» (музыка — В. Кеслер, исполнитель — Юрий Богатиков)
- «Свеча» (музыка — А. Йосифов, исполнитель — Йорданка Христова)
- «Свисаю с вагонной площадки» (музыка — Микаэл Таривердиев, исполнитель — Микаэл Таривердиев)
- «Севернее всех» (музыка — Александра Пахмутова, исполнитель — Лев Лещенко)
- «Сидишь беременная, бледная» (музыка — Евгений Клячкин, исполнитель — Евгений Клячкин)
- «Скрипка Паганини» (музыка — Карел Сво́бода, З. Боровец[чеш.], исполнитель — Карел Готт)
- «Снег в октябре» (музыка — Сергей Бальцер, первый исполнитель — Сергей Бальцер, исполняли также Т. Клестова и И. Васин, ансамбль «Уленшпигель» (последний — под названием «Снежное сожаление»))
- «Спринтер» (музыка — Татьяна Дикарёва, исполнитель — София Ротару)
- «Старый Новый Год» (музыка — Стас Намин, исполнители — группа Стаса Намина)
- «Старый Новый Год» (музыка — Дмитрий Бикчентаев, исполнитель — Дмитрий Бикчентаев)
- «Танец на барабане» (музыка — Раймонд Паулс, первый исполнитель — София Ротару, также исполнял Николай Гнатюк)
- «Такое же» (музыка — Виктор Резников, исполнитель — Виктор Резников)
- «Тишины хочу» (музыка — Микаэл Таривердиев, исполнитель — Микаэл Таривердиев)
- «Ты меня не оставляй» (музыка — Раймонд Паулс, первый исполнитель — Валентина Легкоступова, также исполняла Алла Пугачёва)
- «Убил я поэму» (музыка — Микаэл Таривердиев, исполнитель — Микаэл Таривердиев)
- «Улетаешь, милый…» (музыка — Мишель Легран, исполняет Людмила Сенчина)
- «ФИО»[40] (музыка — Shortparis, исполнитель — Shortparis)
- «Человек-магнитофон» (музыка — Раймонд Паулс, исполнитель — Валерий Леонтьев)
- «Человек породы Сенбернар» (музыка — Владимир Мигуля, исполнитель — Владимир Мигуля, Михаил Боярский)
- «Чу, начинается»[40] (музыка — Shortparis, исполнитель — Shortparis)
- «Шарф мой, Париж мой» (музыка — Михаил Барашев, исполнитель — ансамбль «So-Net»)[41]
- «Я — Гойя» (музыка — Александр Градский, исполнитель — Александр Градский)
- «Я друга жду» (музыка — Юрий Чернавский, исполнитель — Михаил Боярский)
- «Я тебя никогда не забуду» (музыка — Алексей Рыбников, первый исполнитель — Геннадий Трофимов, в спектакле, а затем и на концертах исполнял Николай Караченцов; также исполняли Евгений Шаповалов и трио «Меридиан»; сейчас в спектакле исполняет Виктор Раков и Дмитрий Певцов)
- Рок-опера «„Юнона“ и „Авось“» (музыка — Алексей Рыбников)

## Память
- 1 сентября 1993 года в честь А. А. Вознесенского назван астероид 3723 Voznesenskij, открытый в 1976 году советским астрономом Н. С. Черных
- 16 мая 2013 года на здании гимназии № 30, где в 1941—1942 годах учился Вознесенский, установлена мемориальная доска; Курган, ул. Станционная, 26[42]
- 6 июня 2013 года на доме, где в 1966—2010 годах жил Вознесенский, установлена мемориальная доска; Москва, Котельническая набережная, 1/15
- Первая объёмная биография поэта, вышедшая в серии ЖЗЛ в 2015[43], вошла в шорт-лист премии «Большая книга»[44], однако встретила и резкую критику с обвинениями не только в стилистической глухоте, но и в откровенной неэтичности[45].
- 12 мая 2018 г., в день рождения поэта, в Москве, в районе Замоскворечье, где прошло его детство, а также состоялась встреча с Б. Пастернаком, по адресу ул. Бол. Ордынка, д. 46, стр. 3, был открыт Центр Вознесенского[46]. Центр создан по инициативе его вдовы, Зои Богуславской, и её сына Леонида[47][48]. Для реализации проекта у частного собственника на средства семьи была выкуплена бывшая усадьба штабс-капитана Демидова 1917 г., памятник архитектуры начала XIX века[49]
- В 2023 году в издательстве «ФЛИНТА» вышел «Словарь окказионализмов Андрея Вознесенского»[50], содержащий более 2000 авторских новообразований. Издание посвящено «памяти выдающегося русского поэта»[51].

Творчеству и памяти поэта посвящены документальные фильмы и телепередачи:
- «Андрей Вознесенский. „Ностальгия по настоящему“» («Первый канал», 2008)[52][53]
- «Андрей Вознесенский. „Последний юбилей“» («Первый канал», 2010)[54][55]
- «Андрей Вознесенский. „Ностальгия по настоящему“» («Культура», 2018)[56]